# Coppa FIRA 1983-1984
La Coppa FIRA 1983-84 (in francese Trophée européen FIRA 1983-84), anche Coppa Europa 1983-84, fu il 24º campionato europeo di rugby a 15 organizzato dalla FIRA.
Si tenne dal 30 ottobre 1983 al 27 maggio 1984 tra 6 squadre che si affrontarono con la formula del girone unico.
La vittoria tornò, per la diciannovesima volta, alla Francia che si impose a punteggio pieno; alle sue spalle un trio a pari punti composto da Romania, Italia e Unione Sovietica: nonostante la vittoria azzurra per 12-6 a Rovigo contro i romeni, questi ultimi si aggiudicarono la piazza d'onore per differenza punti fatti / subiti; la stessa Italia, con il medesimo criterio, fu terza davanti all'URSS nonostante la sconfitta da questa subita a Kiev in apertura di torneo.
A guastare parzialmente la differenza punti dell'Italia fu anche la scarno punteggio della vittoria assegnato dalla FIRA all'Italia dopo il forfait della Polonia, che rinunciò all'incontro in programma a Rovigo causa morte improvvisa di due suoi giocatori.
Nella seconda divisione, articolata su due gironi paritetici, il vincitore di ciascuno dei quali sarebbe stato promosso al livello superiore, si vide la vittoria della Tunisia e della Spagna che così rimpiazzarono le retrocesse Polonia e Marocco, classificatesi agli ultimi due posti della prima divisione.

## Squadre partecipanti
| 1ª divisione     | 2ª divisione | 2ª divisione   |
| 1ª divisione     | Girone A     | Girone B       |
| ---------------- | ------------ | -------------- |
| Francia          | Belgio       | Cecoslovacchia |
| Italia           | Danimarca    | Germania Ovest |
| Marocco          | Paesi Bassi  | Jugoslavia     |
| Polonia          | Portogallo   | Svezia         |
| Romania          | Spagna       | Tunisia        |
| Unione Sovietica |              |                |

## 1ª divisione
| Data       | Incontro                      | Risultato | Sede             |
| ---------- | ----------------------------- | --------- | ---------------- |
| 30-10-1983 | Romania ― Polonia             | 31-0      | Bucarest         |
| 30-10-1983 | Unione Sovietica ― Italia     | 16-7      | Kiev             |
| 20-11-1983 | Italia ― Polonia              | 4-0       | per forfait      |
| 20-11-1983 | Romania ― Unione Sovietica    | 19-3      | Bucarest         |
| 4-12-1983  | Francia ― Romania             | 25-15     | Tolosa           |
| 19-2-1984  | Francia XV ― Italia           | 38-16     | Chalon-sur-Saône |
| 4-3-1984   | Francia XV ― Marocco          | 15-10     | Libourne         |
| 18-3-1984  | Italia ― Marocco              | 27-0      | Piacenza         |
| 8-4-1984   | Romania ― Marocco             | 4-0       | per forfait      |
| 22-4-1984  | Italia ― Romania              | 12-6      | L'Aquila         |
| 29-4-1984  | Marocco ― Polonia             | 6-7       | Rabat            |
| 6-5-1984   | Marocco ― Unione Sovietica    | 9-23      | Rabat            |
| 16-5-1984  | Polonia ― Francia XV          | 3-19      | Varsavia         |
| 20-5-1984  | Unione Sovietica ― Francia XV | 3-32      | Mosca            |
| 27-5-1984  | Polonia ― Unione Sovietica    | 3-22      | Varsavia         |

|               | Classifica       | G | V | N | P | PF  | PS | P±  | PT |
| ------------- | ---------------- | - | - | - | - | --- | -- | --- | -- |
|               | Francia          | 5 | 5 | 0 | 0 | 129 | 47 | +82 | 15 |
|               | Romania          | 5 | 3 | 0 | 2 | 75  | 40 | +35 | 11 |
|               | Italia           | 5 | 3 | 0 | 2 | 68  | 60 | +8  | 11 |
|               | Unione Sovietica | 5 | 3 | 0 | 2 | 67  | 70 | -3  | 11 |
| Retrocessione | Polonia          | 5 | 1 | 0 | 4 | 13  | 84 | -71 | 6  |
| Retrocessione | Marocco          | 5 | 0 | 0 | 5 | 25  | 76 | -51 | 4  |

## 2ª divisione

### Girone A
| Data       | Incontro                 | Risultato | Sede       |
| ---------- | ------------------------ | --------- | ---------- |
| 5-11-1983  | Paesi Bassi ― Belgio     | 6-6       | Arnhem     |
| 19-11-1983 | Paesi Bassi ― Danimarca  | 28-3      | Hilversum  |
| 10-11-1983 | Belgio ― Danimarca       | 31-9      | Bruxelles  |
| 25-2-1984  | Spagna ― Paesi Bassi     | 32-6      | Madrid     |
| 11-3-1984  | Portogallo ― Spagna      | 6-6       | Lisbona    |
| 22-3-1984  | Spagna ― Belgio          | 12-3      | Valladolid |
| 24-3-1984  | Portogallo ― Paesi Bassi | 21-3      | Coimbra    |
| 5-4-1984   | Belgio ― Portogallo      | 9-12      | Bruxelles  |
| 8-4-1984   | Danimarca ― Portogallo   | 3-40      | Copenaghen |
| 28-4-1984  | Danimarca ― Spagna       | 13-53     | Copenaghen |

|  | Classifica  | G | V | N | P | PF  | PS  | P±   | PT |
|  | ----------- | - | - | - | - | --- | --- | ---- | -- |
|  | Spagna      | 4 | 3 | 1 | 0 | 103 | 28  | +75  | 11 |
|  | Portogallo  | 4 | 3 | 1 | 0 | 79  | 21  | +58  | 11 |
|  | Belgio      | 4 | 1 | 1 | 2 | 49  | 39  | +10  | 7  |
|  | Paesi Bassi | 4 | 1 | 1 | 2 | 43  | 62  | -19  | 7  |
|  | Danimarca   | 4 | 0 | 0 | 4 | 28  | 152 | -124 | 4  |

### Girone B
| Data       | Incontro                        | Risultato | Sede        |
| ---------- | ------------------------------- | --------- | ----------- |
| 25-9-1983  | Cecoslovacchia ― Svezia         | 20-10     | Praga       |
| 22-10-1983 | Tunisia ― Svezia                | 25-6      | Monastir    |
| 29-10-1983 | Tunisia ― Germania Ovest        | 23-9      | Tunisi      |
| 5-11-1983  | Jugoslavia ― Cecoslovacchia     | 16-20     | Spalato     |
| 13-11-1983 | Germania Ovest ― Jugoslavia     | 38-0      | Hannover    |
| 15-4-1984  | Germania Ovest ― Cecoslovacchia | 3-15      | Heidelberg  |
| 5-5-1984   | Svezia ― Germania Ovest         | 15-13     | Norrköping  |
| 5-5-1984   | Jugoslavia ― Tunisia            | 12-22     | Spalato     |
| 13-5-1984  | Cecoslovacchia ― Tunisia        | 10-20     | Praga       |
|            | Svezia ― Jugoslavia             | 6-0       | per forfait |

|  | Classifica     | G | V | N | P | PF | PS | P±  | PT |
|  | -------------- | - | - | - | - | -- | -- | --- | -- |
|  | Tunisia        | 4 | 4 | 0 | 0 | 90 | 37 | +53 | 12 |
|  | Cecoslovacchia | 4 | 3 | 0 | 1 | 65 | 49 | +16 | 10 |
|  | Svezia         | 4 | 2 | 0 | 2 | 37 | 58 | -21 | 8  |
|  | Germania Ovest | 4 | 1 | 0 | 3 | 63 | 53 | +10 | 6  |
|  | Jugoslavia     | 4 | 0 | 0 | 4 | 28 | 86 | -58 | 4  |